# Richia olearia
Richia olearia är en fjärilsart som beskrevs av George Francis Hampson 1918. Richia olearia ingår i släktet Richia och familjen nattflyn. Inga underarter finns listade.